# Фуэнтес, Гилберт
Ги́лберт Ната́ньел Фуэ́нтес Пе́рес (англ. Gilbert Nathaniel Fuentes Pérez; 21 февраля 2002, Трейси, Калифорния, США) — американский футболист, полузащитник.

## Карьера

### Клубная карьера
Фуэнтес пришёл в академию футбольного клуба «Сан-Хосе Эртквейкс» в 2016 году из детско-юношеской команды «Баллистик Юнайтед». 26 января 2018 года «Сан-Хосе Эртквейкс» подписал с 15-летним Фуэнтесом контракт по правилу доморощенного игрока. Его профессиональный дебют состоялся 25 августа 2018 года в матче аффилированного с «Эртквейкс» клуба USL «Рино 1868» против «Сакраменто Рипаблик». За «Сан-Хосе Эртквейкс» в MLS он дебютировал 21 октября 2018 года в матче против «Колорадо Рэпидз». 31 октября 2019 года Фуэнтес подписал новый многолетний контракт c «Сан-Хосе Эртквейкс». 6 марта 2020 года в матче «Рино 1868» против «Такома Дифайенс» он забил свой первый гол в профессиональной карьере. 28 мая 2020 года он перенёс операцию по поводу перелома ключицы, полученного в результате несчастного случая дома, из-за чего пропустил более трёх месяцев. 3 мая 2021 года Фуэнтес был отдан в аренду клубу Чемпионшипа ЮСЛ «Остин Боулд» до конца сезона 2021. За «Остин Боулд» дебютировал 23 августа 2021 года в матче против «Нью-Мексико Юнайтед». 16 октября 2021 года в матче против «Реал Монаркс» забил свой первый гол за «Остин Боулд». По окончании сезона 2022 «Сан-Хосе Эртквейкс» не стал продлевать контракт с Фуэнтесом.

### Международная карьера
В составе сборной США до 17 лет Фуэнтес участвовал в юношеском чемпионате КОНКАКАФ 2019.
Фуэнтес родился в США, но его отец — из Гватемалы, а мать — из Сальвадора. 26 января 2021 года он был вызван в тренировочный лагерь сборной Сальвадора до 23 лет.

## Статистика
| Выступление          | Выступление      | Выступление      | Лига | Лига | Плей-офф | Плей-офф | Кубок | Кубок | ЛЧ КОНКАКАФ | ЛЧ КОНКАКАФ | Итого | Итого |
| Клуб                 | Лига             | Сезон            | Игры | Голы | Игры     | Голы     | Игры  | Голы  | Игры        | Голы        | Игры  | Голы  |
| -------------------- | ---------------- | ---------------- | ---- | ---- | -------- | -------- | ----- | ----- | ----------- | ----------- | ----- | ----- |
| Сан-Хосе Эртквейкс   | MLS              | 2018             | 1    | 0    | —        | —        | 0     | 0     | —           | —           | 1     | 0     |
| Сан-Хосе Эртквейкс   | MLS              | 2019             | 1    | 0    | —        | —        | 0     | 0     | —           | —           | 1     | 0     |
| Сан-Хосе Эртквейкс   | MLS              | 2020             | 1    | 0    | 0        | 0        | —     | —     | —           | —           | 1     | 0     |
| Сан-Хосе Эртквейкс   | Итого            | Итого            | 3    | 0    | 0        | 0        | 0     | 0     | —           | —           | 3     | 0     |
| Рино 1868 (аренда)   | USLC             | 2018             | 4    | 0    | —        | —        | —     | —     | —           | —           | 4     | 0     |
| Рино 1868 (аренда)   | USLC             | 2019             | 11   | 0    | —        | —        | —     | —     | —           | —           | 11    | 0     |
| Рино 1868 (аренда)   | USLC             | 2020             | 1    | 1    | —        | —        | —     | —     | —           | —           | 1     | 1     |
| Рино 1868 (аренда)   | Итого            | Итого            | 16   | 1    | —        | —        | —     | —     | —           | —           | 16    | 1     |
| Остин Боулд (аренда) | USLC             | 2021             | 5    | 1    | —        | —        | —     | —     | —           | —           | 5     | 1     |
| Остин Боулд (аренда) | Итого            | Итого            | 5    | 1    | —        | —        | —     | —     | —           | —           | 5     | 1     |
| Всего за карьеру     | Всего за карьеру | Всего за карьеру | 24   | 2    | 0        | 0        | 0     | 0     | —           | —           | 24    | 2     |